# Сад (Іванчна Гориця)
Саду (словен. Sad) — поселення в общині Іванчна Гориця, Осреднєсловенський регіон, Словенія. Висота над рівнем моря: 380,9 м.